# Muelle Luis Piedrabuena
El muelle Luis Piedrabuena es un muelle de la ciudad de Puerto Madryn, provincia de Chubut, situado sobre la bahía del Golfo Nuevo, en el mar  Argentino.

## Historia
La historia indica que con el ferrocarril habilitado en 1889 en el tramo Trelew - Puerto Madryn el puerto se convierte en puerta de entrada y salida de la colonia galesa, resultando insuficiente al poco tiempo para atender la creciente actividad.
El Muelle Comandante Luis Piedrabuena se construyó en el año 1909, siendo habilitado al servicio público por decreto de fecha 3 de enero de 1910.
Por este muelle se embarcaba todo tipo de mercaderías hacia otros puertos patagónicos, Buenos Aires y al exterior. Sin embargo, este movimiento de cargas fue disminuyendo paulatinamente con el avance del asfalto de la Ruta Nacional 3.
En 1957 se crea la empresa estatal Administración General de Puertos. Hasta ese momento la administración y explotación de los puertos estaba en manos de una rama interna de los ferrocarriles. En la década de 1960 se construye el gasoducto y el muelle recerpcionó gran parte de los materiales y maquinarias que intervinieron en su construcción. En 1961 se despide el ferrocarril y el muelle sufrió una reconversión que se venía gestando paulatinamente hacia el transporte automotor que se termina imponiendo.
En enero de 1972 atraca en el primer crucero en el muelle, en ese mismo año, el Gobierno nacional propicia la construcción de la planta de aluminio Aluar en la ciudad, así el muelle se transforma en herramienta vital para ello, dado que por el mismo ingresan los materiales y elementos necesarios no solo para montar la planta productora en sí, sino que también se descargan los materiales necesarios para la construcción de la presa Hidroeléctrica de Futaleufú.
Habilitado el Muelle Almirante Storni en el año 1975, el Piedrabuena queda reservado exclusivamente para embarcaciones pesqueras y actividades deportivas.
En 1981, el intendente de facto municipal Dr. Victoriano Salazar solicita a la Administración General de Puertos (AGP) la transferencia del muelle al municipio para su explotación.
Producido el traspaso y mediante Ordenanza-Decreto Número 32 de fecha 14 de mayo de 1981 se le impone al denominado hasta entonces Muelle Viejo el nombre de Teniente Coronel de Marina Don Luis Piedrabuena, que posteriormente se cambia por Comandante Luis Piedrabuena.
En abril de 2000 y con la inauguración de los sitios 5 y 6 del Muelle Storni, se destina la actividad pesquera a dicho Muelle. A partir de ese momento la provincia inicia las negociaciones con la empresa Puerto Pesquero Madryn S.A. para cancelar la concesión del Muelle Piedrabuena y transformarlo en muelle de cruceros.
El 31 de octubre queda oficialmente inaugurado para el atraque de cruceros, además de recuperarlo para la comunidad de Puerto Madryn como espacio público de recreación y esparcimiento.

## Galería

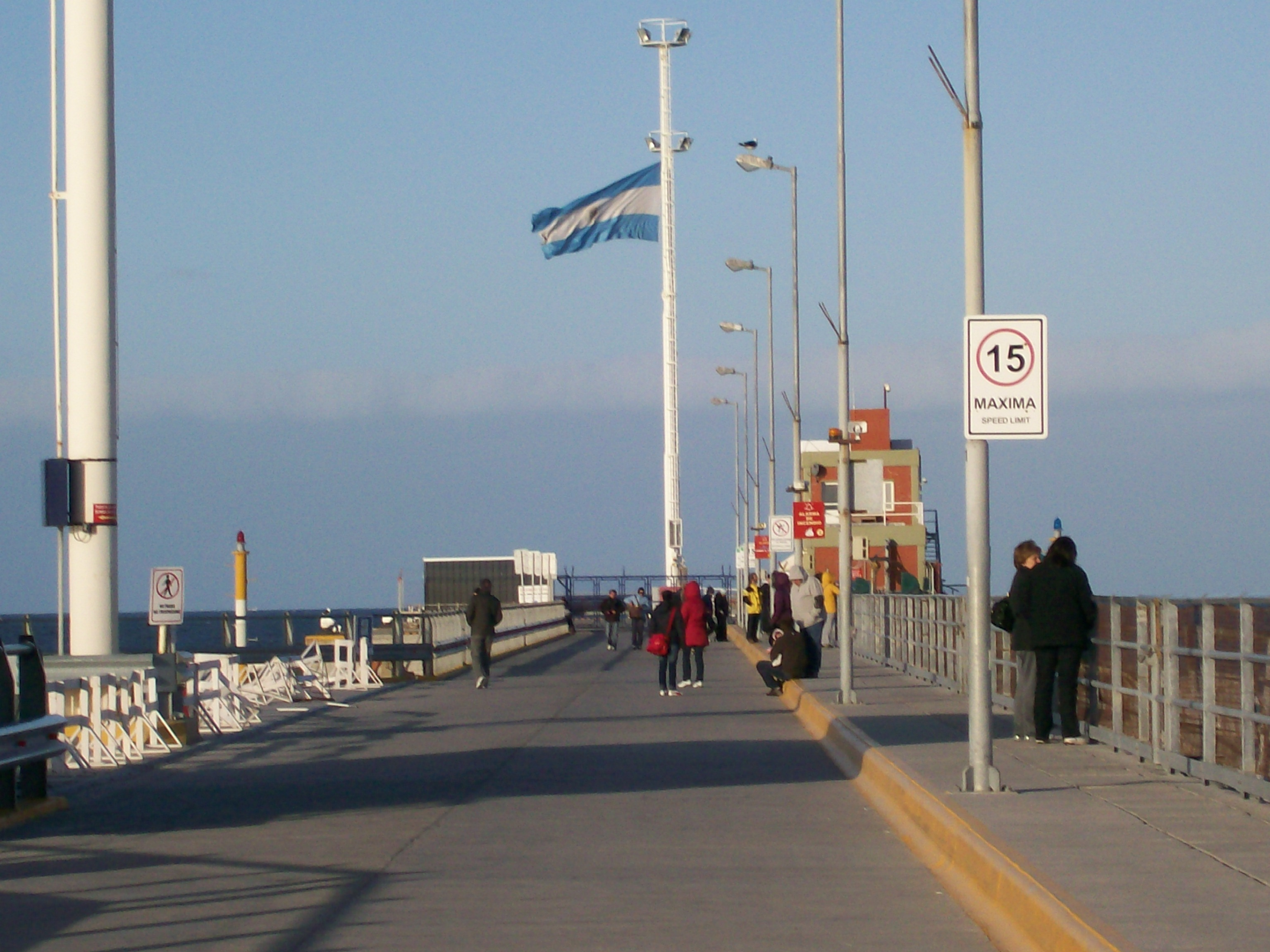
Interior del muelle, obsérvese el sendero de más de 500 m
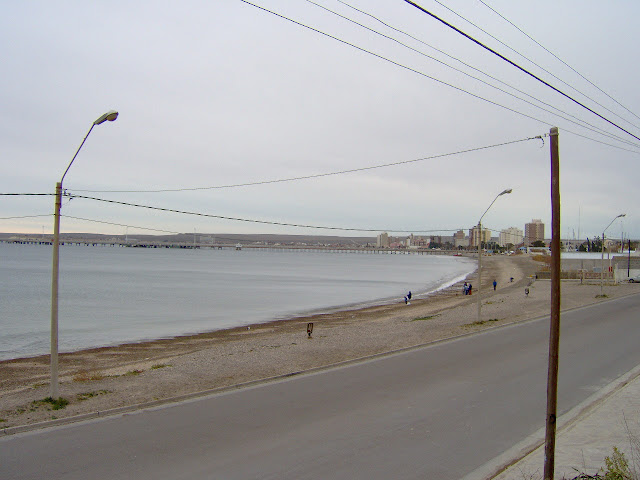
El muelle desde el parque industrial pesado.
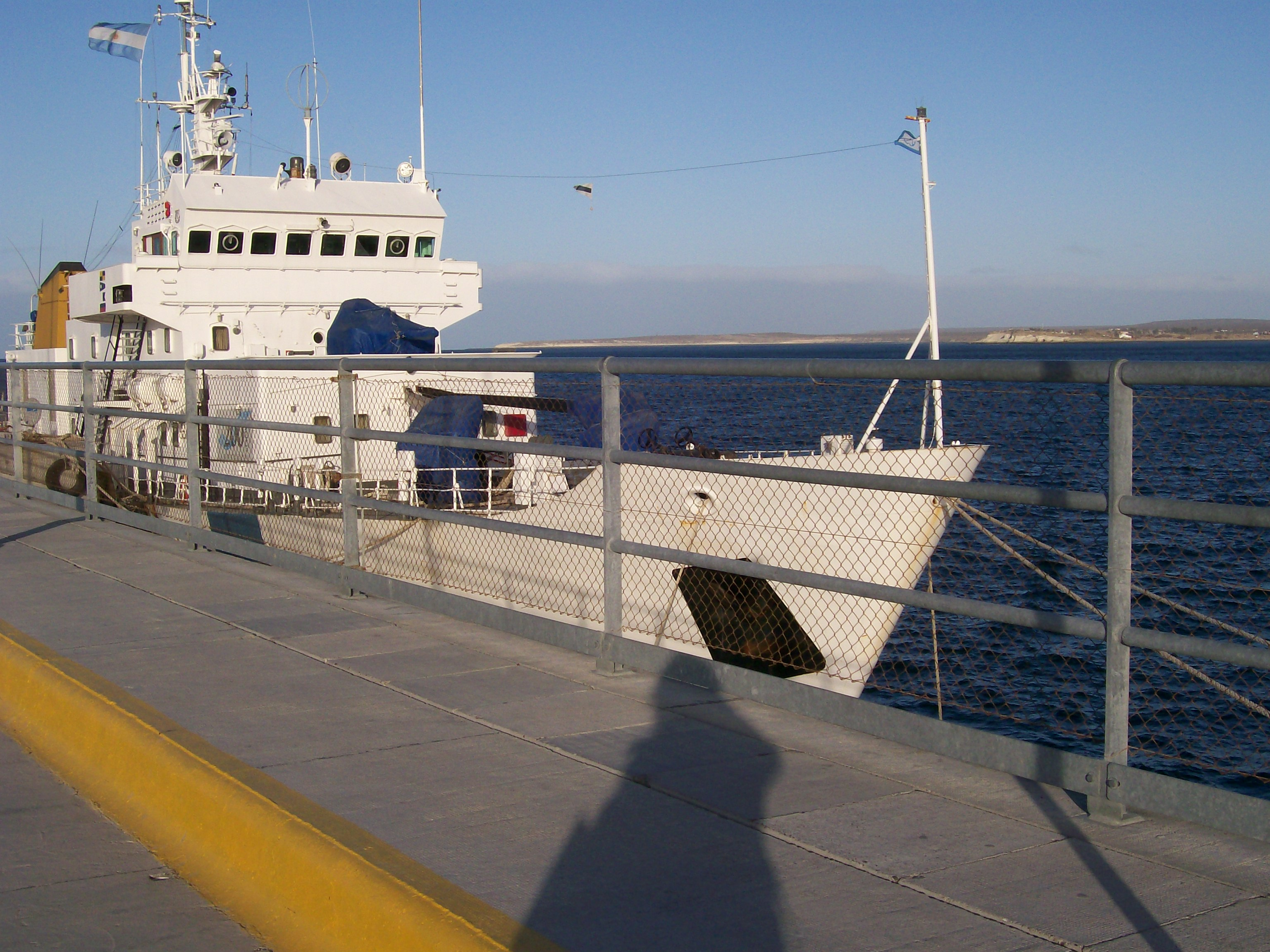
Atraco de un guardacostas de la Prefectura Naval Argentina en el muelle.
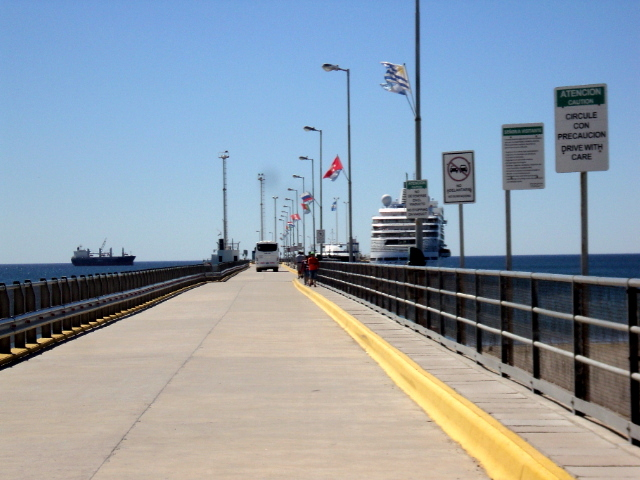
Muelle de Madryn.
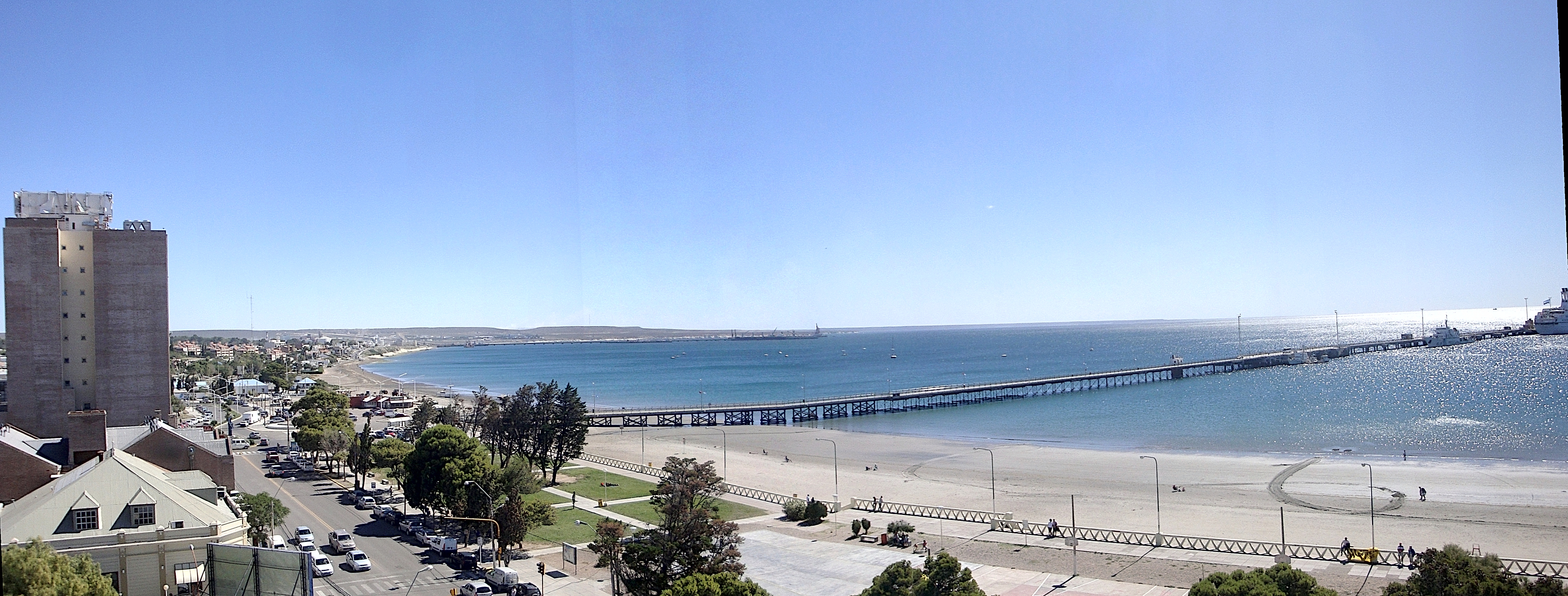
Vista panorámica de la ciudad y el muelle.
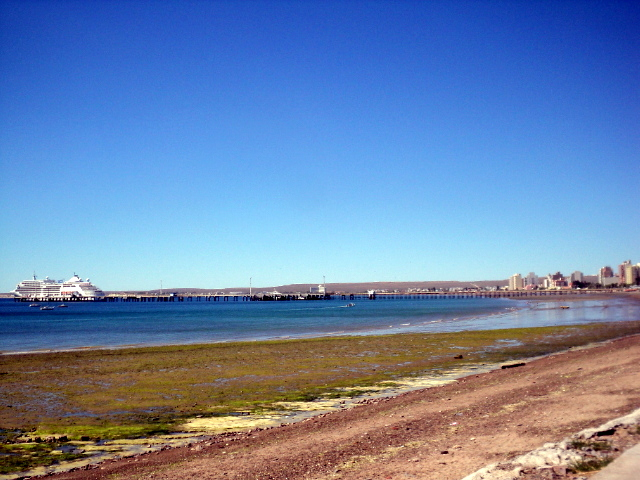
Muelle de la ciudad preparado para recibir cruceros de envergadura y diversas embarcaciones.
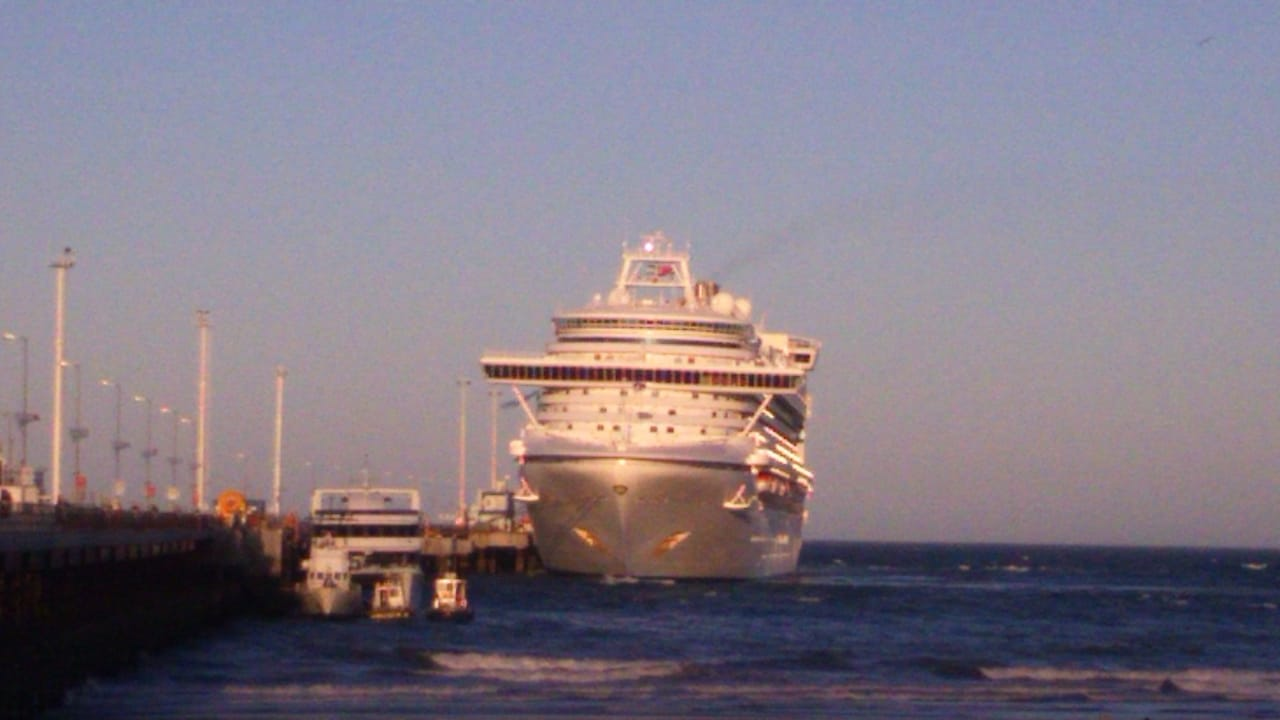
Crucero en el muelle.